# West African Gas Pipeline
Le West African Gas Pipeline (Gazoduc de l'Afrique de l'Ouest) est un gazoduc fournissant du gaz naturel depuis le Nigeria (delta du Niger) vers le Bénin, le Togo et le Ghana.

## Historique
Le projet du gazoduc est initié en 1982 par les pays de la CÉDÉAO. Une étude de faisabilité est réalisée en 1991 par la banque mondiale. Après plus d'une décennie d'accords signés entre les états participants, la construction du gazoduc commence en 2005.
La construction du gazoduc offshore s'achève en décembre 2006. Sa mise en opération était prévue pour décembre 2007, mais des déficiences techniques retardent son lancement pendant plusieurs années.
En décembre 2016, constatant que le projet de gazoduc trans-saharien ne se réalise pas, le roi Mohammed VI prend les devants et signe avec le gouvernement du Nigéria une étude de faisabilité pour étendre le West African Gas Pipeline jusqu'au Maroc,. Parallèlement, l'État sénégalais accorde au français Total les droits d'exploration de pétrole offshore profond sénégalais dans la partie nord du permis de Saint-Louis après la découverte d'un des plus importants gisements d'Afrique de l'Ouest. La perspective d'y extraire le gaz naturel pour l'injecter directement dans le West African Gas Pipeline (sous couvert que son extension jusqu'au Maroc se réalise) en direction de l'Europe est très attrayante pour le groupe énergétique français.

## Description
Ce gazoduc de 421 miles (677 km) transporte du gaz depuis la région d'Escravos au Nigeria jusqu'au Ghana en passant par le Bénin et le Togo, où il est surtout utilisé pour la production d'électricité (85 %) ; il s'alimente à partir du gazoduc Escravos-Lagos et est déposé en mer à une profondeur moyenne de 35 mètres. Sa capacité est de 62 Bcf/y, mais elle n'est encore utilisée qu'à hauteur d'un tiers. En 2013, le Nigeria a exporté 21 Bcf par ce gazoduc.
La distance des embranchements du gazoduc à chaque relais terrestre est de :
- 13 km vers Cotonou
- 19 km vers Lomé
- 14 km vers Tema

Les principaux clients sont :
- Volta River Authority of Ghana
- CEB Benin-Togo

## Gouvernance
Le gazoduc appartient à la West African Gas Pipeline Company Limited (WAGPCo), un consortium composé de Chevron (36,7 %), la Nigerian National Petroleum Corporation (25 %), Royal Dutch Shell (18 %), Volta River Authority of Ghana (16,3 %), Société Togolaise de Gaz (SoToGaz - 2 %) and Société Beninoise de Gaz S.A. (SoBeGaz - 2 %). La gestion des opérations a été confiée à Chevron.

## Voir Aussi